# Psalm 119
Psalm 119 is de 119e psalm uit de Psalmen in de Hebreeuwse Bijbel (in de Septuagint en de Vulgaat Psalm 118) en wordt als naam Beati inmaculati in via qui ambulant in lege Domini gegeven. Net als bij veel andere psalmen ontbreekt bij de tekst de auteursnaam.
De psalm heeft een (liturgische) rol binnen het jodendom, rooms-katholicisme, de oosterse orthodoxie, het anglicanisme, diverse stromingen binnen het protestantisme en andere stromingen binnen het christendom.

## Structuur
De psalm valt op vanwege zijn lengte van 176 verzen, waarmee het de langste psalm is uit het boek Psalmen. Ook de opbouw als acrostichon is kenmerkend. Er zijn 22 strofen van een octaaf, waarbij iedere strofe een eigen beginletter heeft voor ieder vers. Het Hebreeuws alfabet kent 22 letters die op alfabetische volgorde aan bod komen, een zogenoemd abecedarium. Met het oog op leesbaarheid blijkt deze structuur meestal niet uit Nederlandse vertalingen, met de Naardense Bijbel als uitzondering. Het acrostichon komt wel vaker voor in de Hebreeuwse Bijbel, zie bijvoorbeeld Klaagliederen 3:1-66, Spreuken 31:10-31 en Psalm 25, 34, 37, 111, 112 en 145.
Elke strofe heeft acht verzen, verdeeld over telkens twee regels per vers. Het getal 8 wordt in het jodendom en christendom soms symbolische betekenis gegeven. Het staat dan voor nieuw leven, zoals in het geval van de besnijdenis op de achtste dag (Exodus 22:29-31) en de acht mensen in Ark van Noach (Genesis 6). De Thora kent verder acht synoniemen voor De Wet (Thora), die veelvuldig in deze psalm genoemd worden: woord (דָּבר), belofte (אמרתך), gebod (מצווה), verordening (משפט), wet (תּוֹרָה) bevel (פקד), getuigenis (עדֹת) en inzetting (חקיך). Deze komen in Psalm 119 maar liefst 178 keer voor, zoals in de verzen 3, 37, 90 en 122. De woorden wandel (רָחוֹק) en gerechtigheid (צֶדֶק) zouden dat aanvullen tot een tiental met als uitzondering uitsluitend vers 122, maar als synoniemen voor De Wet in het Hebreeuws van de Thora, wordt dit niet algemeen herkend. Daarbij zou een verwijzing kunnen worden gezien naar de tien geboden of de tien plagen van Egypte (Exodus 5-12).
In het christendom wordt het gekoppeld aan Jezus Christus in relatie met de acht wondertekenen (Evangelie volgens Johannes), de Acht Zaligheden (Matteüs 5:3-10), en met de wederopstanding, de zogenoemde eerste opstanding (Openbaring 20:4-6).
Veel van de gebruikelijke psalmthema’s keren terug, zoals klaagzang (Psalm 119:81–88, strofe “Kaf”), lofprijzing (Psalm 119:41-45), smeekbede (Psalm 119:169-170), lofprijzing en dank.
1 · 2 · 3 · 4 · 5 · 6 · 7 · 8 · 9 · 10 · 11 · 12 · 13 · 14 · 15 · 16 · 17 · 18 · 19 · 20 · 21 · 22 · 23 · 24 · 25 · 26 · 27 · 28 · 29 · 30 · 31 · 32 · 33 · 34 · 35 · 36 · 37 · 38 · 39 · 40 · 41 · 42 · 43 · 44 · 45 · 46 · 47 · 48 · 49 · 50 · 51 · 52 · 53 · 54 · 55 · 56 · 57 · 58 · 59 · 60 · 61 · 62 · 63 · 64 · 65 · 66 · 67 · 68 · 69 · 70 · 71 · 72 · 73 · 74 · 75 · 76 · 77 · 78 · 79 · 80 · 81 · 82 · 83 · 84 · 85 · 86 · 87 · 88 · 89 · 90 · 91 · 92 · 93 · 94 · 95 · 96 · 97 · 98 · 99 · 100 · 101 · 102 · 103 · 104 · 105 · 106 · 107 · 108 · 109 · 110 · 111 · 112 · 113 · 114 · 115 · 116 · 117 · 118 · 119 · 120 · 121 · 122 · 123 · 124 · 125 · 126 · 127 · 128 · 129 · 130 · 131 · 132 · 133 · 134 · 135 · 136 · 137 · 138 · 139 · 140 · 141 · 142 · 143 · 144 · 145 · 146 · 147 · 148 · 149 · 150 · 151